# Aradi kaszinó
Az aradi kaszinó műemlék épület Romániában, Arad megyében.

## Története
A kaszinó története a magyarországi kaszinók jelentős részével együtt a 19. századra nyúlik vissza. Az első kaszinók az arisztokrácia és a polgárság elit körének kedvelt helyei voltak, ahol szórakoztató és társadalmi eseményeket rendeztek, valamint a szerencsejáték is elterjedt volt. 
Alapítására 1830-ban került sor, amikor a város gazdag vállalkozói és értelmiségi rétege úgy gondolta, hogy egy olyan intézményt kell létrehozni, ami kiszolgálja az idősebb és jómódú polgárság kulturális és szórakozási igényeit. Az épületet egy elegáns neoklasszicista stílusban tervezték meg, amely méltóan képviselte az időszak gazdagságát és pompáját.
A kaszinó célja az volt, hogy kulturális és szórakoztató programokat kínáljon, mint például színházi előadások, koncertek, táncbemutatók és irodalmi estek. Az intézmény szerves része lett a város társadalmi életének, és a helyi kulturális élet központjává vált.
A 19. század második felében és a 20. század elején az kaszinóban olyan híres művészek és írók léptek fel, mint például Jókai Mór, Petőfi Sándor, Liszt Ferenc és Erkel Ferenc. A kultúra és művészetek mellett a társasági élet és a táncos mulatságok is nagy népszerűségnek örvendtek az épületben.
Azonban a kaszinó életében sötét időszak is következett. Az első és a második világháború közötti időszakban a gazdasági nehézségek és politikai instabilitás miatt az intézmény szenvedett, de a helyi közösség igyekezett fenntartani annak működését. A második világháború alatt az épület súlyos károkat szenvedett, és az utána következő kommunista rezsim idején az államosítás miatt funkciói és jelentősége jelentősen megváltoztak. Területét más célokra használták, mint például irodahelyiségek vagy kulturális központ.
Azonban a rendszerváltás után újra megindult az élet. Az épületet részben visszaállították eredeti pompájába, és újra kulturális és szórakoztató programoknak adott otthont. A város lakossága és az ide látogatók ismét felfedezték a kaszinó varázsát és jelentőségét. A 21. században újra egy olyan hely lett, ahol az emberek találkozhatnak, szórakozhatnak és kulturális élményeket szerezhetnek. Az épületben ma is színházi előadásokat, koncerteket, kiállításokat és egyéb rendezvényeket tartanak. Emellett modern kaszinó szolgáltatásokat is kínál, hogy továbbra is vonzó legyen a szerencsejáték szerelmesei számára.
Az Aradi Kaszinó tehát nemcsak a múlt gazdag hagyományait őrzi, hanem a jelenben is fontos szerepet játszik az emberek kulturális és szórakoztató életében. Az épület és annak története az Arad városának és lakosságának szerves részét alkotja, és emlékeztet arra, hogy a kultúra és a szórakozás mindig fontos elemei az emberi életnek.